# Kriegerdenkmal Sichau

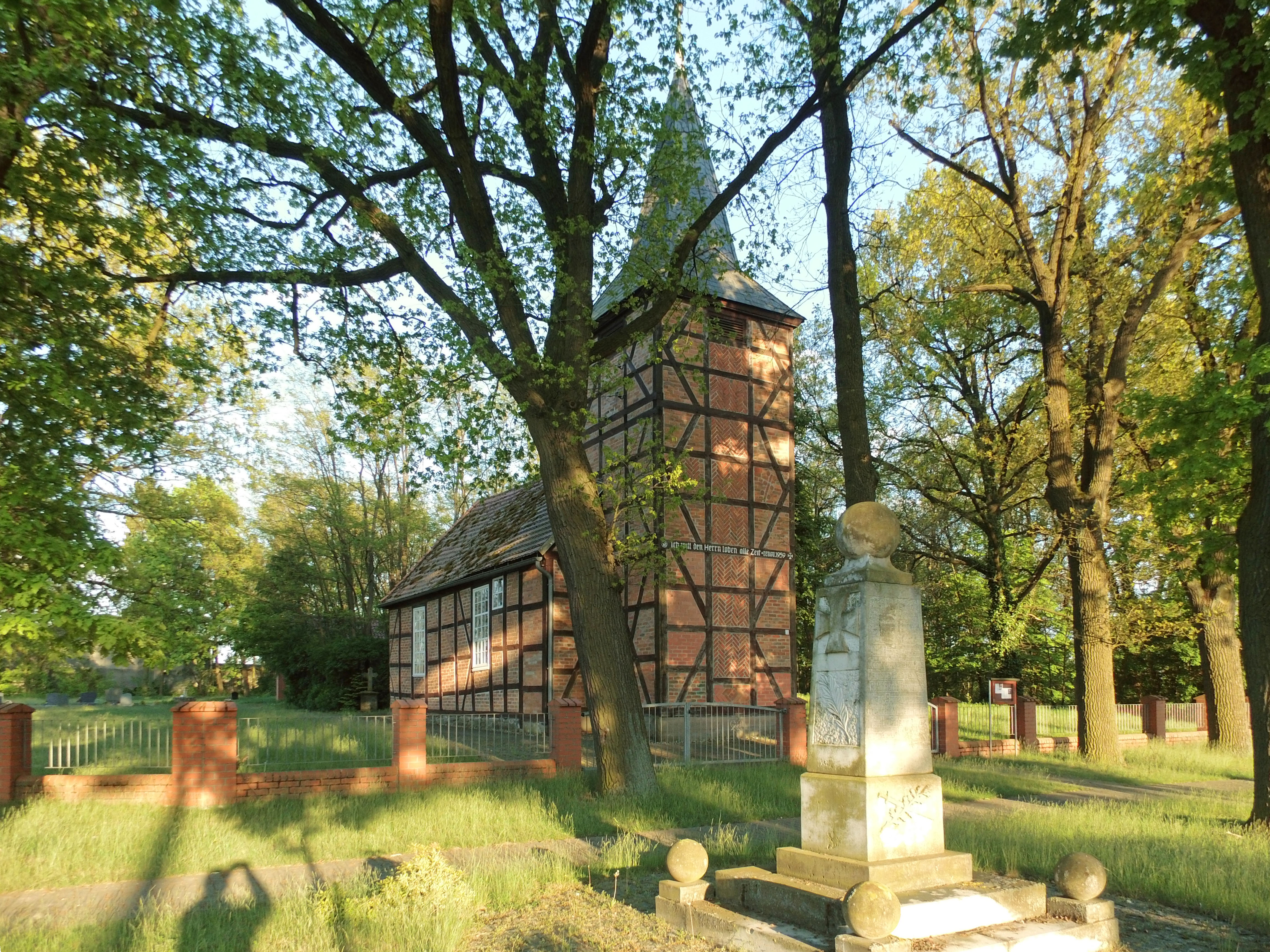
Das Kriegerdenkmal Sichau vor der Dorfkirche

Das Kriegerdenkmal Sichau ist ein denkmalgeschütztes Kriegerdenkmal im Ortsteil Sichau der Stadt Gardelegen in Sachsen-Anhalt. Im örtlichen Denkmalverzeichnis ist das Kriegerdenkmal unter der Erfassungsnummer 094 98284 als Baudenkmal verzeichnet.

## Allgemeines
Das Denkmal in der Ortsmitte westlich der Dorfkirche Sichau ist den gefallenen Soldaten des Ortes während des Ersten Weltkriegs und Zweiten Weltkriegs gewidmet. Es ist eine Stele auf einem mehrstufigen Sockel, verziert mit einem Eisernen Kreuz und bekrönt von einer Kugel.
Eine Gedenktafel mit den Namen der Gefallenen ist im Inneren der Kirche angebracht.